# 娜霞奥玛
丹斯里娜霞奥玛（1943年4月21日—2018年4月16日），马来西亚政治人物、巫统党员。她是妇女权利的坚定倡导者。
1972年加入巫统。1982年大选，她中选为瓜拉庇劳国会议员，并被时任首相马哈迪·莫哈末委任为房屋及地方政府部第一副部长。1987年巫统党选后，娜霞奥玛在内阁改组中出任公共企业部长。1990年大选后，出任国民团结及社会发展部长。在任期间，她推动的《家庭暴力法》于1994年正式获得通过。1995年大选，她没有继续竞选国会议员，而是当选森美兰州立法会比拉州议席，并出任公共工程州部长。1999年大选，娜霞奥玛再次竞选瓜拉庇劳国会议席，并成功连任一届。
2018年4月16日，娜霞奥玛因肝癌去世，享年74岁。2022年妇女管理学院（WIM）举办的首届“丹斯里拿督娜霞奥玛女性领袖奖”以她的名字命名。